# Maurice de Talleyrand-Périgord
Charles Maurice Camille de Talleyrand-Périgord, 4e duc de Dino, 2e marquis de Talleyrand (25 janvier 1843 - 5 janvier 1917) est un aristocrate, militaire et auteur français qui a épousé deux héritières américaines.

## Jeunesse
Il est né le 25 janvier 1843 à Paris. Il est le fils d'Alexandre de Talleyrand-Périgord (1813-1894), 3e duc de Dino et 1er marquis de Talleyrand et de Valentine de Sainte-Aldegonde (1820-1891). Sa sœur aînée, Clémentine, était mariée au comte Alexandre Orlowski, et sa sœur cadette, Élisabeth Alexandrine Florence, était mariée au comte Hans d'Oppersdorff. Son frère cadet est Archambaud de Talleyrand-Périgord.
Ses grands-parents paternels sont Edmond de Talleyrand-Périgord, 2e duc de Dino, et Dorothée de Courlande. Parmi les membres éminents de sa famille figurent son oncle Napoléon-Louis de Talleyrand-Périgord et sa tante Pauline de Talleyrand-Périgord, qui a épousé Henri de Castellane. Son grand-père est le neveu de Charles-Maurice de Talleyrand-Périgord, le premier Premier ministre français sous Louis XVIII, et ambassadeur de France au Royaume-Uni sous Louis Philippe.

## Carrière
Il a servi pendant l'expédition du Mexique et la Guerre franco-allemande de 1870. Lors de la bataille de Champigny, il se distingue et se voit proposer la Légion d'honneur. Cependant, il refuse l'honneur car son jeune frère servait contre la France en tant que capitaine de la cavalerie prussienne.
À la mort de son père en 1894, il devient le 4e duc de Dino.

## Mariages et descendance
Le 18 mars 1867, il se marie avec Elizabeth "Bessie" Beers-Curtis (1847-1933)  à Nice. Elle est la fille de Joseph David Beers-Curtis et de son épouse Elizabeth Shipton Giles,. Leur divorce est prononcé le 11 août 1886. Ils sont les parents d'une fille : 
- Marie Palma de Talleyrand-Périgord (1871-1952), qui épouse Mario Ruspoli, 2e prince de Poggio Suasa (1867-1963), fils d'Emanuele Ruspoli, 1er prince de Poggio Suasa et de sa première épouse, la princesse Caterina Vogoride-Conachi[2]. La troisième épouse de son beau-père était sa tante Joséphine Mary Beers-Curtis.

Le 25 janvier 1887, choquant la bonne société de l'époque, il épouse à Paris la divorcée américaine Adèle Sampson (1841-1912). Adèle, fille de Joseph Sampson (marchand et cofondateur de la Chemical Bank) et d’Adèle Livingston, était l'ancienne épouse de Frederick William Stevens (1839-1928).
Le couple divorce le 3 avril 1903.
Le duc de Dino décède à la Villa Périgord de Monte-Carlo le 5 janvier 1917. Après sa mort, son frère cadet devient le 3e marquis de Talleyrand.